# Typhlosaurus
Typhlosaurus – rodzaj jaszczurek z podrodziny Acontiinae w rodzinie scynkowatych (Scincidae).

## Zasięg występowania
Rodzaj obejmuje gatunki występujące w Południowej Afryce i Namibii.

## Systematyka
Rodzaj zdefiniował w 1834 roku niemiecki zoolog Arend Friedrich August Wiegmann w publikacji własnego autorstwa poświęconej zagadnieniom herpetologicznym Meksyku wraz z systematyką jaszczurek. Gatunkiem typowym jest (oznaczenie monotypowe) Typhlosaurus caecus. 

### Etymologia
- Typhline: gr. τυπλινης tuphlines ‘gatunek ślepego węża’ wspomniany przez Arystotelesa, być może żółtopuzik bałkański (Pseudopus apodus)[5].
- Typhlosaurus: gr. τυφλος tuphlos ‘ślepy’[5]; σαυρος sauros ‘jaszczurka’[6].

### Podział systematyczny
Do rodzaju należą następujące gatunki:
- Typhlosaurus braini Haacke, 1964
- Typhlosaurus caecus (Cuvier, 1816)
- Typhlosaurus meyeri Boettger, 1894
- Typhlosaurus vermis Boulenger, 1887